# Steinach
Steinach es una comuna suiza del cantón de San Galo, ubicada en el distrito de Rohrschach. Limita al noroeste con la comuna de Arbon (TG), al noreste con Kressbronn am Bodensee (DE-BW), Langenargen (DE-BW) y Nonnenhorn (DE-BY), al este con Horn (TG) y Tübach, al sur con Mörschwil, y al suroeste con Berg.

## Transportes
Ferrocarril
Cuenta con una estación ferroviaria en la que efectúan parada trenes de cercanías pertenecientes a la red S-Bahn San Galo.